# Maryniów
Maryniów – wieś w Polsce położona w województwie lubelskim, w powiecie łęczyńskim, w gminie Milejów.
W latach 1975–1998 miejscowość administracyjnie należała do ówczesnego województwa lubelskiego.
Wieś stanowi sołectwo gminy Milejów. Według Narodowego Spisu Powszechnego z roku 2011 wieś liczyła 246 mieszkańców.

## Historia
Dawniej Majdan Maryniów, w wieku XIX wieś w dobrach Milejów. Około roku 1885 wieś posiadała 23 osady z gruntem 196 mórg.(Opis dóbr Milejów SgKP tom VI str.422)